# Kevin Eubanks

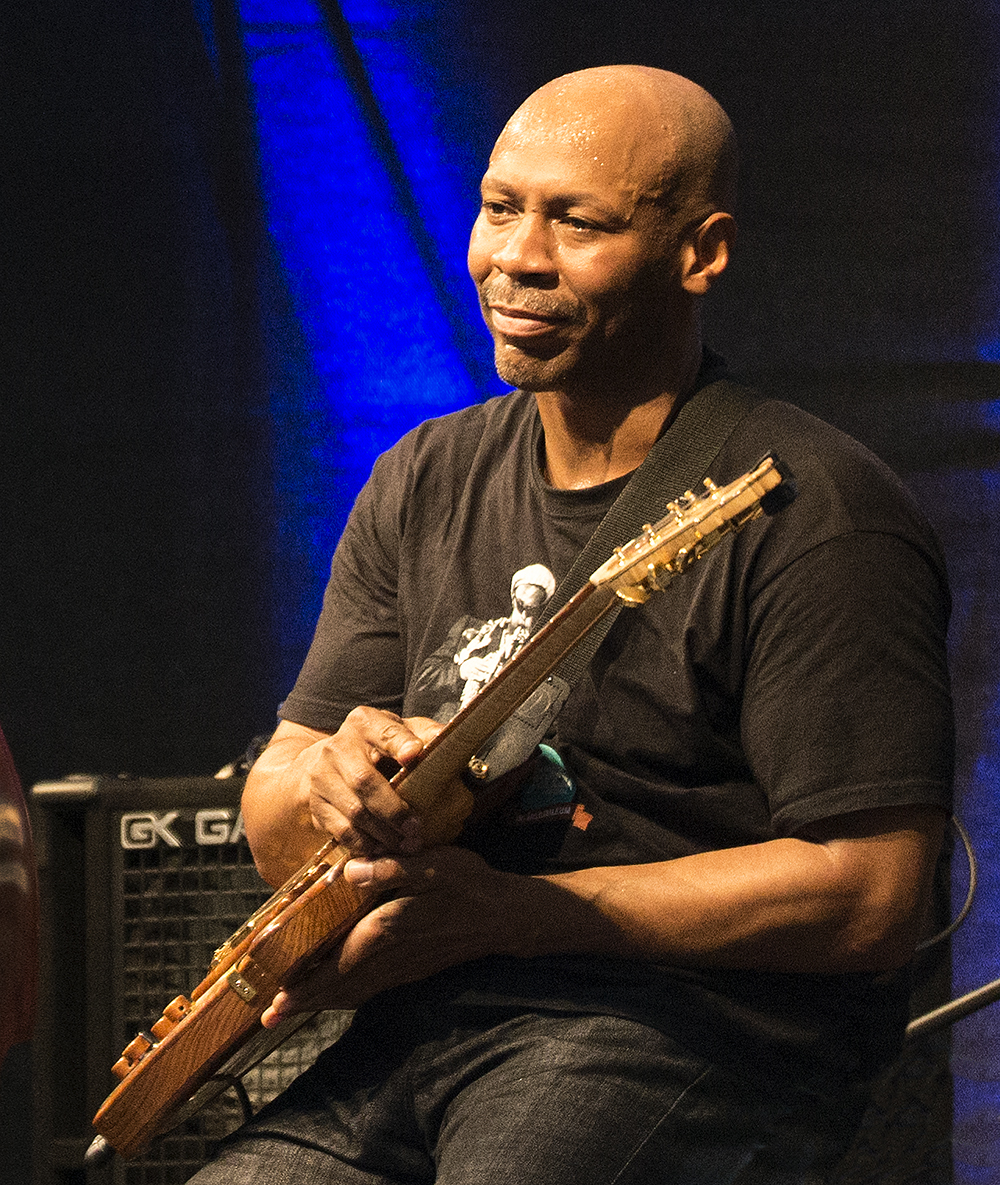
Kevin Eubanks in Wuppertal, Klangart-Festival (2014)

Kevin Eubanks (* 15. November 1957 in Philadelphia; eigentlich: Kevin Tyrone Eubanks) ist ein US-amerikanischer Jazzgitarrist. Er war von 1995 bis 2010 der Bandleader der Tonight Show Band in der gleichnamigen Late Night Show mit Jay Leno.

## Leben und Wirken
Eubanks stammt aus einer musikalischen Familie. Seine Mutter ist Komponistin; sein Onkel der Pianist Ray Bryant. Er ist der Bruder des Posaunisten Robin Eubanks und des Trompeters Duane Eubanks. Er war am Berklee College of Music Schüler bei Ted Dunbar. Zwischen 1980 und 1981 spielte er bei Art Blakey, dann bei Roy Haynes, Slide Hampton und 1983 bei Sam Rivers, dessen Improvisationskonzept Eubanks stark beeinflusste. Er ging mit Mike Gibbs auf Tournee und bereicherte Alben der Saxophonisten Gary Thomas und Greg Osby mit seiner humoristisch-unbeschwerten Spielweise, wirkte bei Victor Bailey und Dave Holland mit und ist auch mit Musikern wie Gary Burton oder Joey DeFrancesco vors Mikrophon getreten.
Ab 1982 formierte er seine eigenen Bands und nahm seitdem 11 Studioalben auf. Bei der Wrestling-Großveranstaltung „WCW Road Wild 1998“ trat er mit Jay Leno und Diamond Dallas Page gegen Hulk Hogan und WCW-Präsident Eric Bischoff an.
Im Jahre 2005 erhielt er die Ehrendoktorwürde des Berklee College of Music.
Ende Mai 2010 hatten er und seine Band ihren letzten Auftritt in Lenos Tonight Show. Eubanks verließ die Show, um sich verstärkt eigenen musikalischen Projekten zu widmen und im Bereich der Musik lehrend tätig zu werden.

## Trivia
In der Tonight Show wurde sein oft im Hintergrund zu hörendes Lachen über manche von Lenos Pointen zu einem Markenzeichen der Sendung. Dieses auffällige Lachen war mitunter Zielscheibe für spöttische Bemerkungen von Kollegen und auch Gegenstand von Sketchen in anderen Shows. Anspielungen auf seine angeblichen Vorlieben für Marihuana und Pornografie waren als Running Gags fester Bestandteil von improvisierten Kurzdialogen zwischen ihm und Leno während Lenos Eröffnungsmonologen.
Kevin Eubanks ist Vegetarier und wurde 2007 zu PETA’s World’s Sexiest Vegetarian gewählt.

## Lexigraphische Einträge
- Ian Carr, Digby Fairweather, Brian Priestley: Rough Guide Jazz. Der ultimative Führer zur Jazzmusik. 1700 Künstler und Bands von den Anfängen bis heute. Metzler, Stuttgart/Weimar 1999, ISBN 3-476-01584-X.
- Leonard Feather, Ira Gitler: The Biographical Encyclopedia of Jazz. Oxford University Press, New York 1999, ISBN 0-19-532000-X.
- Wolf Kampmann (Hrsg.), unter Mitarbeit von Ekkehard Jost: Reclams Jazzlexikon. Reclam, Stuttgart 2003, ISBN 3-15-010528-5.
- Martin Kunzler: Jazz-Lexikon. Band 2: M–Z (= rororo-Sachbuch. Bd. 16513). 2. Auflage. Rowohlt, Reinbek bei Hamburg 2004, ISBN 3-499-16513-9.